# Gumiel de Mercado
Gumiel de Mercado település Spanyolországban, Burgos tartományban. Gumiel de Mercado Aranda de Duero, Villalba de Duero, Haza, Berlangas de Roa, Roa de Duero, La Horra, Sotillo de la Ribera, Santibáñez de Esgueva, Gumiel de Izán és Quintana del Pidio községekkel határos. Lakosainak száma 380 fő (2024).

## Népesség
A település népessége az utóbbi években az alábbiak szerint változott:
| Lakosok száma | 354  | 386  | 394  | 413  | 380  | 316  | 358  | 363  | 374  | 380  |
|               | 2001 | 2004 | 2006 | 2009 | 2011 | 2014 | 2016 | 2019 | 2021 | 2024 |